# Dennis Haysbert
Dennis Dexter Haysbert (2 de Junho, 1954 - San Mateo, California) é um ator estadunidense, mais conhecido como o personagem David Palmer na série de TV 24 Horas.
E seu outro papel de grande destaque foi o de Jonas Blane, chefe da unidade da força delta em The Unit.

## Filmografia
- Major League (1989)
- Navy SEALS (1990)
- Mr. Baseball (1991)
- Love Field (1992)
- Suture (1993)
- Major League (1994)
- Heat (1995)
- 24 Horas (2001-2010)
- Longe do Paraíso (2002)
- The Unit (2006-2009)
- Sin City: A Dame to Kill For (2013)
- Jogada de Rei (2014)
- Fist Fight (2017)
- A Torre Negra (2017)
- Lúcifer (5ª temporada) (2020-)